# متحد اصلی غیر عضو ناتو

ایالات متحده آمریکا
اعضای ناتو
متحدان اصلی غیر عضو ناتو
متحد اصلی سابق غیر عضو ناتو (افغانستان)
نکته: مرزهای سیاسی در این نقشه، با مرزهای رسمی به رسمیت شناخته شده توسط دولت فدرال آمریکا مطابقت ندارد.

متحد اصلی غیر عضو ناتو (MNNA) (به انگلیسی: Major non-NATO ally) عنوانی است که توسط دولت آمریکا به کشورهایی داده می‌شود که روابط کاری استراتژیک با نیروهای مسلح ایالات متحده آمریکا دارند، در حالی که عضو سازمان پیمان آتلانتیک شمالی (ناتو) نیستند. با اینکه این وضعیت، به‌طور خودکار، یک پیمان دفاعی متقابل (مانند عضویت در ناتو) را با ایالات متحده آمریکا تشکیل نمی‌دهد، مزایای نظامی و مالی مختلفی را به همراه دارد که در حالت عادی، توسط کشورهای غیر عضو در ناتو، غیرقابل دستیابی است. در حال حاضر، ۱۹ متحد اصلی غیر عضو ناتو در چهار قاره وجود دارد: ۱۱ تا در آسیا، ۳ تا در آفریقا، ۳ تا در آمریکای جنوبی و ۲ تا در اقیانوسیه.

## فهرست متحدان اصلی غیر عضو ناتو

### متحدان فعلی
کشورهای زیر، به ترتیب زمانی‌ای که دولت آمریکا، آنها را به عنوان متحد اصلی معرفی کرده است، فهرست شده‌اند. علاوه بر این، یک قانون مقرر کرده که تایوان نیز باید به عنوان یک متحد، بدون تعیین رسمی، محسوب شود:
| رئیس‌جمهور       | کشور      | سال    | یادداشت       |
| --------------- | --------- | ------ | ------------- |
| رونالد ریگان    | استرالیا  | ۱۹۸۷   | [ ۵ ]         |
| رونالد ریگان    | مصر       | ۱۹۸۷   | [ ۵ ]         |
| رونالد ریگان    | اسرائیل   | ۱۹۸۷   | [ ۵ ]         |
| رونالد ریگان    | ژاپن      | ۱۹۸۷   | [ ۵ ]         |
| رونالد ریگان    | کره جنوبی | ۱۹۸۷   | [ ۵ ]         |
| بیل کلینتون     | اردن      | ۱۹۹۶   | [ ۶ ]         |
| بیل کلینتون     | نیوزیلند  | ۱۹۹۷   | [ ۷ ]         |
| بیل کلینتون     | آرژانتین  | ۱۹۹۸   | [ ۸ ]         |
| جرج دابلیو. بوش | بحرین     | ۲۰۰۲   | [ ۹ ]         |
| جرج دابلیو. بوش | فیلیپین   | ۲۰۰۳   | [ ۱۰ ]        |
| جرج دابلیو. بوش | تایلند    | ۲۰۰۳   | [ ۱۱ ]        |
| جرج دابلیو. بوش | تایوان    | ۲۰۰۳   | [ ۱۲ ]        |
| جرج دابلیو. بوش | کویت      | ۲۰۰۴   | [ ۱۳ ]        |
| جرج دابلیو. بوش | مراکش     | ۲۰۰۴   | [ ۱۴ ]        |
| جرج دابلیو. بوش | پاکستان   | ۲۰۰۴   | [ ۱۵ ]        |
| باراک اوباما    |           |        |               |
| تونس            | ۲۰۱۵      | [ ۱۶ ] |               |
| دونالد ترامپ    | برزیل     | ۲۰۱۹   | [ ۱۷ ] [ ۱۸ ] |
| جو بایدن        | قطر       | ۲۰۲۲   | [ ۱۹ ] [ ۲۰ ] |
| جو بایدن        | کلمبیا    | ۲۰۲۲   | [ ۲۱ ] [ ۲۲ ] |
| جو بایدن        | کنیا      | ۲۰۲۴   | [ ۲۳ ] [ ۲۴ ] |

### متحد سابق
- افغانستان (۲۰۱۲–۲۰۲۲): در سال ۲۰۱۲ توسط دولت اوباما تعیین شد[۲۵][۲۶] و پس از اینکه جمهوری اسلامی افغانستان که متحد آمریکا در جریان حمله ۲۰۲۱ طالبان به دست طالبان افتاد، عملاً دیگر به عنوان یک متحد عمل نکرد. افغانستان در حال حاضر، توسط یک امارات اسلامی به رسمیت شناخته نشده به رهبری طالبان اداره می‌شود. دولت بایدن، به‌طور رسمی در در ژوئیه ۲۰۲۲، کنگره را از لغو وضعیت افغانستان به عنوان متحد اصلی غیر عضو ناتو، مطلع کرد.[۲۷][۲۸]